# Фэрфилд (тауншип, округ Кроу-Уинг, Миннесота)
Фэрфилд (англ. Fairfield) — тауншип в округе Кроу-Уинг, Миннесота, США. На 2000 год его население составило 275 человек.

## География
По данным Бюро переписи населения США площадь тауншипа составляет 93,0 км², из которых 86,9 км² занимает суша, а 6,1 км² — вода (6,57 %).

## Демография
По данным переписи населения 2000 года здесь находились 275 человек, 125 домохозяйств и 86 семей.  Плотность населения —  3,2 чел./км².  На территории тауншипа расположено 264 постройки со средней плотностью 3,0 построек на один квадратный километр. Расовый состав населения: 97,45 % белых, 0,73 % афроамериканцев, 0,36 % азиатов и 1,45 % приходится на две или более других рас. Испанцы или латиноамериканцы любой расы составляли 1,45 % от популяции тауншипа.
Из 125 домохозяйств в 15,2 % воспитывались дети до 18 лет, в 61,6 % проживали супружеские пары, в 2,4 % проживали незамужние женщины и в 30,4 % домохозяйств проживали несемейные люди. 28,8 % домохозяйств состояли из одного человека, при том 14,4 % из — одиноких пожилых людей старше 65 лет. Средний размер домохозяйства — 2,20, а семьи — 2,61 человека.
15,6 % населения — младше 18 лет, 5,1 % — в возрасте от 18 до 24 лет, 18,9 % — от 25 до 44, 32,0 % — от 45 до 64, и 28,4 % — старше 65 лет. Средний возраст — 53 года. На каждые 100 женщин приходилось 118,3 мужчин.  На каждые 100 женщин старше 18 приходилось 112,8 мужчин.
Средний годовой доход домохозяйства составлял 29 375 долларов, а средний годовой доход семьи —  40 625 долларов. Средний доход мужчин —  42 813  долларов, в то время как у женщин — 21 250. Доход на душу населения составил 16 670 долларов. За чертой бедности находились 6,1 % семей и 14,6 % всего населения тауншипа, из которых 24,0 % младше 18 и 10,4 % старше 65 лет.